# Elliott Gould
Elliott Gould, pseudonimo di Elliott Goldstein (New York, 29 agosto 1938), è un attore statunitense.

## Biografia

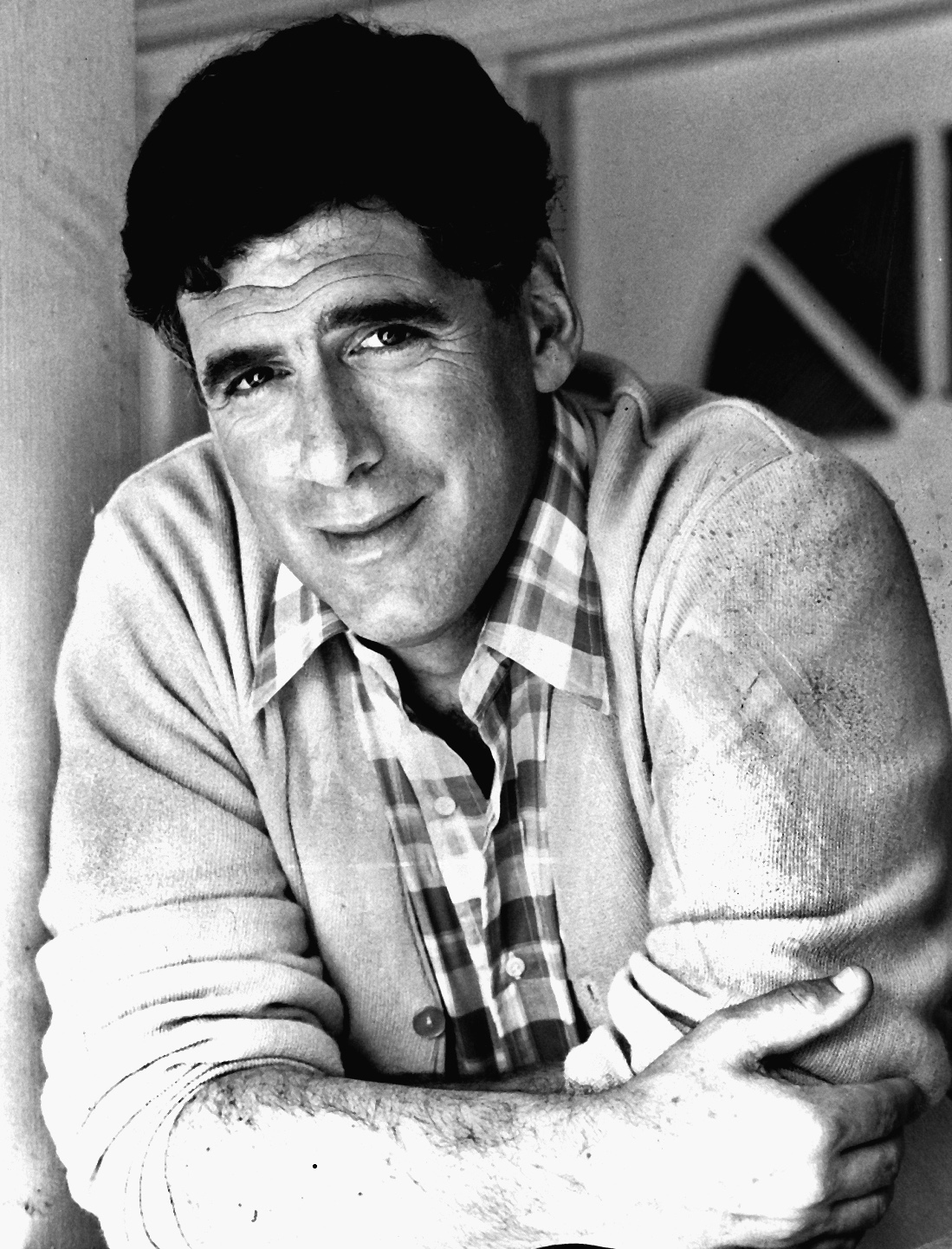
Elliott Gould nel 1986

Figlio di Lucille Raver e Bernie Goldstein, entrambi ebrei immigrati dall'Europa dell'est. La madre vendeva fiori artificiali ai saloni di bellezza, mentre il padre era nel settore dell'abbigliamento come acquirente di tessuti. Si diplomò alla Professional Children's School, una piccola scuola nel distretto di Manhattan. Il 3 aprile 1958 è Earl Jorgeson nella prima assoluta di Say, Darling di Jule Styne con David Wayne, Vivian Blaine, Robert Morse, Jerome Cowan, Constance Ford ed Eddie Albert a New York. Nel 1962 è Harry Bogen nella prima assoluta di I Can Get It for You Wholesale di Harold Rome con Lillian Roth, Marilyn Cooper, Sheree North e Barbra Streisand a New York.
Gould era uno dei più promettenti attori cinematografici americani dei primi anni settanta, conosciuto soprattutto per aver interpretato il ruolo di Trapper John nel film satirico M*A*S*H di Robert Altman. La rivista Time lo mise in una delle sue copertine nel 1970, quando era proprio all'apice della sua lunga carriera. Altri film degni di nota furono Bob & Carol & Ted & Alice, Quell'ultimo ponte, Capricorn One, Il mistero della signora scomparsa, Gioco al massacro e Tolgo il disturbo. Gould interpretò nel 1973 il ruolo dell'investigatore privato Philip Marlowe ne Il lungo addio di Robert Altman, ruolo che era stato precedentemente di Humphrey Bogart e successivamente di Robert Mitchum.
Partecipò al Saturday Night Live per sei stagioni, la sua apparizione finale fu in occasione del primo episodio della sesta stagione diretta da Jean Doumanian nel novembre del 1980, quando restò scioccato alla notizia che cast e produzione originale erano stati rimpiazzati. Dopo quella data non partecipò più al SNL, tranne un'apparizione nella stagione 16 (1990-1991), a fianco di Tom Hanks. Nel 1992 è tra i protagonisti del film Wet and wild summer! (conosciuto anche col nome di Exange lifeguards) al fianco dell'allora sconosciuto Julian McMahon. Gould apparve anche in due film prodotti dalla Disney: L'ultimo viaggio dell'arca di Noè e Il diavolo e Max, quest'ultimo al fianco di Bill Cosby. Gould recitò anche a Broadway in spettacoli come Irma La Douce, I Can Get It for You Wholesale (dove incontrò Barbra Streisand), Drat! The Cat!, e Little Murders.
La sua carriera rallentò a cominciare dalla metà anni settanta e fino all'inizio degli anni ottanta, a causa di una serie di flop commerciali, ma l'attore rimase occupato recitando per la televisione, entrando ad esempio come personaggio ricorrente nella popolarissima sit-com Friends (1994-2004), interpretando Jack Geller, il padre di Monica e Ross Geller, e in molti ruoli secondari al cinema, tra i quali, è degna di nota la sua partecipazione nella serie degli Ocean's: Ocean's Eleven - Fate il vostro gioco, Ocean's Twelve e Ocean's Thirteen tutti e tre diretti da Steven Soderbergh. 
In Italia ebbe un ruolo importante nell'unico film diretto da Monica Vitti, Scandalo segreto.

## Vita privata

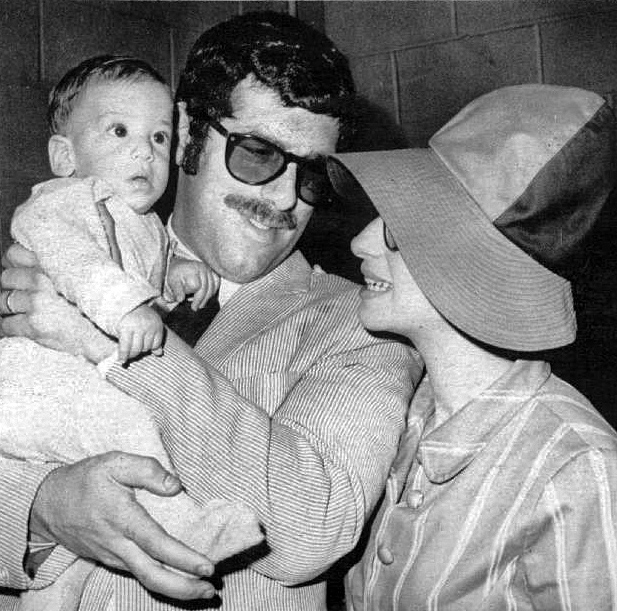
Elliott Gould e Barbra Streisand con il figlio Jason (1967)

Gould è stato sposato dal 1963 al 1971 con l'attrice e cantante Barbra Streisand da cui ha avuto un figlio, Jason, nato nel 1966. In seguito si è risposato con Jennifer Bogart, che è stata sua moglie per due volte: prima dal 1973 al 1975 e poi dal 1978 al 1989. Da Bogart ha avuto due figli, Samuel e Molly.

## Filmografia parziale

### Cinema
- Quella notte inventarono lo spogliarello (The Night They Raided Minsky's), regia di William Friedkin (1968)
- Bob & Carol & Ted & Alice, regia di Paul Mazursky (1969)
- M*A*S*H, regia di Robert Altman (1970)
- L'impossibilità di essere normale (Getting Straight), regia di Richard Rush (1970)
- Dai... muoviti (Move), regia di Stuart Rosenberg (1970)
- Piccoli omicidi (Little Murders), regia di Alan Arkin (1971)
- L'adultera (Beröringen), regia di Ingmar Bergman (1971)
- Il lungo addio (The Long Goodbye), regia di Robert Altman (1973)
- California Poker (California Split), regia di Robert Altman (1974)
- Who? - L'uomo dai due volti (Who?), regia di Jack Gold (1974)
- Mani sporche sulla città (Busting), regia di Peter Hyams (1974)
- S.P.Y.S., regia di Irvin Kershner (1974)
- Nashville, regia di Robert Altman (1975) - cameo
- Whiffs la guerra esilarante del soldato Frapper (Whiffs) regia di Ted Post (1975)
- Sì, sì... per ora (I Will, I Will... for Now), regia di Norman Panama (1976)
- Balordi & Co. - Società per losche azioni capitale interamente rubato $ 1.000.000 (Harry and Walter Go to New York), regia di Mark Rydell (1976)
- Quell'ultimo ponte (A Bridge Too Far), regia di Richard Attenborough (1977)
- Capricorn One, regia di Peter Hyams (1978)
- L'amico sconosciuto (The Silent Partner), regia di Daryl Duke (1978)
- Amici e nemici (Escape to Athena), regia di George Pan Cosmatos (1979)
- Il mistero della signora scomparsa (The Lady Vanishes), regia di Anthony Page (1979)
- Ecco il film dei Muppet (The Muppet Movie), regia di James Frawley (1979)
- L'ultimo viaggio dell'arca di Noè (The Last Flight of Noah's Ark), regia di Charles Jarrott (1980)
- Ricominciare ad amarsi ancora (Falling in Love Again), regia di Steven Paul (1980)
- Il diavolo e Max (The Devil and Max Devlin), regia di Steven Hilliard Stern (1981)
- Oltre il ponte di Brooklyn (Over the Brooklyn Bridge), regia di Menahem Golan (1984)
- A faccia nuda (The Naked Face), regia di Bryan Forbes (1984)
- I miei primi 40 anni, regia di Carlo Vanzina (1987)
- Gioco al massacro, regia di Damiano Damiani (1989)
- Tolgo il disturbo, regia di Dino Risi (1990)
- Scandalo segreto, regia di Monica Vitti (1990)
- Bugsy, regia di Barry Levinson (1991)
- Zombie News, regia di Malcom Marmorstein (1991)
- I protagonisti (The Player), regia di Robert Altman (1992) - cameo
- Una pallottola spuntata 33⅓ - L'insulto finale (Naked Gun 33⅓: The Final Insult), regia di Peter Segal (1994) - cameo
- A Boy Called Hate, regia di Mitch Marcus (1995)
- Scalciando e strillando (Kicking and Screaming), regia di Noah Baumbach (1995)
- Johns, regia di Scott Silver (1996)
- La spirale della vendetta (City of Industry), regia di John Irvin (1997)
- Il grande colpo (The Big Hit), regia di Kirk Wong (1998)
- American History X, regia di Tony Kaye (1998)
- Ho solo fatto a pezzi mia moglie (Picking Up the Pieces), regia di Alfonso Arau (2000)
- Come Monna Lisa (Playing Monna Lisa), regia di Matthew Huffman (2000)
- Ocean's Eleven - Fate il vostro gioco (Ocean's Eleven), regia di Steven Soderbergh (2001)
- Ocean's Twelve, regia di Steven Soderbergh (2004)
- Ocean's Thirteen, regia di Steven Soderbergh (2007)
- Love Shooting (The Deal: Sexy Backstage), regia di Steven Schachter (2008)
- The Caller, regia di Richard Ledes (2008)
- Little Hercules in 3-D, regia di Mohamed Khashoggi (2009)
- Expecting Mary, regia di Dan Gordon (2010)
- Morning, regia di Leland Orser (2010)
- Removal, regia di Nick Simon (2010)
- Contagion, regia di Steven Soderbergh (2011)
- Dorfman, regia di Brad Leong (2011)
- Ruby Sparks, regia di Jonathan Dayton e Valerie Faris (2012)
- Divorzio d'amore (Divorce Invitation), regia di S.V. Krishna Reddy (2012)
- Live at the Foxes Den, regia di Michael Kristoff (2013)
- La storia dell'amore (The History of Love), regia di Radu Mihăileanu (2016)
- Ocean's 8, regia di Gary Ross (2018)
- Dangerous Lies, regia di Michael Scott (2020)
- You People, regia di Kenya Barris (2023)

### Televisione
- P/S - Pronto soccorso (E/R) – serie TV, 22 episodi (1984-1985)
- Ai confini della realtà (The Twilight Zone) – serie TV, episodio 1x35 (1986)
- La signora in giallo (Murder, She Wrote) – serie TV, episodio 6x04 (1989)
- Il principe del deserto, regia di Duccio Tessari – miniserie TV (1991)
- Lois & Clark - Le nuove avventure di Superman (Lois & Clark: The New Adventures of Superman) – serie TV, episodio 1x14 (1994)
- Friends – serie TV, 20 episodi (1994-2003)
- Stephen King's Shining (The Shining) – miniserie TV, 1 puntata (1997)
- Baby Bob – serie TV, 14 episodi (2002-2003)
- Las Vegas – serie TV, episodio 1x04 (2003)
- Poirot (Agatha Christie's Poirot) – serie TV, episodio 10x01 (2005)
- Drop Dead Diva – serie TV, episodio 1x06 (2009)
- Law & Order - I due volti della giustizia (Law & Order) – serie TV, episodio 20x10 (2009)
- Uncorked, regia di David S. Cass Sr. – film TV (2009)
- CSI - Scena del crimine (CSI: Crime Scene Investigation) – serie TV, episodio 11x02 (2010)
- The Cape – serie TV, episodi 1x05-1x09 (2011)
- Law & Order - Unità vittime speciali (Law & Order: Special Victims Unit) – serie TV, episodio 14x08 (2012)
- Ray Donovan – serie TV, 18 episodi (2013-2015)
- Cercasi Michael disperatamente (The Michaels), regia Bradford May (2014)
- Doubt - L'arte del dubbio (Doubt) – serie TV, 13 episodi (2017)
- 9JKL - Scomodi vicini (9JKL) – serie TV, 16 episodi (2017-2018)
- Il metodo Kominsky (The Kominsky Method) – serie TV, 1 episodio (2018)
- Friends: The Reunion, regia di Ben Winston – special TV (2021)
- Avvocato di difesa - The Lincoln Lawyer (The Lincoln Lawyer) – serie TV, 9 episodi (2022- in corso)

### Doppiaggio
- La ricompensa del gatto (Neko no ongaeshi), regia di Hiroyuki Morita (2002) - versione in lingua inglese
- Kim Possible – serie animata, 7 episodi (2003-2007)
- I dieci comandamenti (The Ten Commandments), regia di  Bill Boyce e John Stronach (2008)
- The Life & Times of Tim – serie TV, episodio 2x09 (2010)

## Riconoscimenti
- Premio Oscar
  - 1970 – Candidatura al miglior attore non protagonista per Bob & Carol & Ted & Alice

- National Society of Film Critics
  - 1992 – Candidatura al miglior attore non protagonista per Bugsy

## Doppiatori italiani
Nelle versioni in italiano delle opere in cui ha recitato, Elliott Gould è stato doppiato da: 
- Pino Locchi in M*A*S*H, Piccoli omicidi, L'adultera, Il lungo addio, Mani sporche sulla città, S.P.Y.S., Capricorn One, Il mistero della signora scomparsa, L'ultimo viaggio dell'arca di Noè, Ricominciare ad amarsi ancora, A faccia nuda, I miei primi 40 anni, Scandalo segreto, Il principe del deserto
- Michele Gammino in Quell'ultimo ponte, Il grande colpo, American History X, Ruby Sparks, Back in the Game, Dangerous Lies, Avvocato di difesa - The Lincoln Lawyer (st. 2-3)
- Angelo Nicotra in Ocean's Eleven - Fate il vostro gioco, Las Vegas, Ocean's Twelve, Ocean's Thirteen, Drop Dead Diva, Law & Order - Unità vittime speciali, Ocean's 8
- Gianni Giuliano in Amici e nemici, Ho solo fatto a pezzi mia moglie, Contagion, Doubt - L'arte del dubbio, You People
- Michele Kalamera ne La signora in giallo, Baby Bob
- Dario Penne in Poirot, Scalciando e strillando
- Eugenio Marinelli in Tolgo il disturbo, Il metodo Kominsky
- Franco Zucca in Law & Order - I due volti della giustizia, Un detective in corsia
- Sergio Graziani in Bugsy, Friends
- Mario Cordova in CSI - Scena del crimine, Grace and Frankie
- Saverio Moriones in Open Window, Divorzio d'amore
- Bruno Alessandro in Masters of Horror, Love Shooting
- Cesare Barbetti in Quella notte inventarono lo spogliarello
- Carlo Baccarini in Balordi & Co. - Società per losche azioni capitale interamente rubato $ 1.000.000
- Pino Colizzi in Bob & Carol & Ted & Alice
- Adalberto Maria Merli in L'impossibilità di essere normale
- Luciano De Ambrosis in Who? - L'uomo dai due volti
- Sandro Iovino in L'amico sconosciuto
- Gil Baroni ne Il diavolo e Max
- Sergio Di Stefano in The Glass Shield
- Sergio Fiorentini in Gioco al massacro
- Paolo Marchese in Una pallottola spuntata 33⅓ - L'insulto finale
- Giorgio Melazzi in Shining
- Giorgio Lopez in Come Monna Lisa
- Cesare Rasini in Expecting Mary
- Ugo Maria Morosi in Hawaii Five-0
- Eros Pagni in Ray Donovan
- Gino La Monica ne La storia dell'amore
- Carlo Valli in 9JKL - Scomodi vicini
- Roberto Fidecaro in Friends: The Reunion
- Pieraldo Ferrante in Avvocato di difesa - The Lincoln Lawyer (ep. 1x06)

Da doppiatore è sostituito da:
- Gerolamo Alchieri in I Simpson, Kim Possible (st. 4)
- Giorgio Locuratolo in Kim Possible (st. 2)